# Zajezierce (przystanek kolejowy)
Zajezierce – przystanek osobowy położony kilka kilometrów od miejscowości  Zajezierce na linii kolejowej nr 37, w województwie podlaskim, w Polsce. 

## Ruch pasażerski
| Rok  | Wymiana pasażerska na dobę |
| ---- | -------------------------- |
| 2017 | –                          |
| 2022 | 0-9                        |

W latach 1910–1924 pod nazwą Rudnica, jako Zajezierce od 1967 do 2 kwietnia 2000 roku przystanek obsługiwał ruch pasażerski. Ponownie otwarty dla ruchu 2 lipca 2016 roku, kiedy reaktywowano połączenia Białystok-Waliły. Pociągi kursują w okresie wiosenno-jesiennym, począwszy od lipca 2016 roku. Przy peronie znajduje się murowany budynek z 1920 roku, w którym znajdowała się kasa biletowa oraz poczekalnia. 
Przed ponownym uruchomieniem ruchu pasażerskiego pod koniec czerwca 2016 roku uzupełniono wskaźniki, pojawiła się nowa tablica z nazwą punktu eksploatacyjnego, rozkładem jazdy oraz danymi handlowymi przewoźnika. W 2018 roku ustawiono gablotę.
2 marca 2018 roku skończył bieg tutaj pociąg specjalny z Białegostoku uruchomiony dla harcerzy z białostockiej chorągwi Związku Harcerstwa Polskiego w ramach XXI Rajdu Śladami Powstańców Styczniowych 1863 r.